# 佩文韻府
『佩文韻府』（はいぶんいんぷ）は、中国清代の蔡升元らが康熙帝の勅を奉じて編纂した韻書、106巻。補遺である汪灝ら撰の韻府拾遺（いんぷしゅうい）106巻と共に用いられる。前者が1711年（康熙50年）、後者が1720年（康熙59年）の成立。しばしば略して「韻府」という。「佩文」とは、康熙帝の書斎名である。

## 内容について
内容は、経・史・子・集の四部の書物から、2～4字の語彙を集めて来て、末尾の字の韻母によって平水韻の106韻に分類排列し、なおかつその語彙の出典を注記したものである。ただし、出典として示されるのは書物の題名と用例のみである。『大漢和辞典』編纂時に佩文韻府から用例を拾った中国文学者の原田種成は、「『佩文韻府』の出典を検出するために、書物を頭から読んでいく必要があり、大変な時間がかかった」と述懐している。なお、「韻府拾遺」では、「佩文韻府」には欠けていたものを補足している。
編纂上は、まず、元の陰時夫撰『韻府群玉』および明の凌稚隆撰『五車韻瑞』という先行する韻書から語彙を集めたため、この二書にある語彙は、「韻藻」として最初に掲げ、それ以外のものは、「増」として後に記している。
元来は、漢詩の作詩の便に供せられたものではあるが、中国古典の語彙の出典を検索する上で、大変に便利な書物である。ただし、末字の韻によって検索する必要があり、平水韻を知らない現代人には不便である。
刊本としては、清朝内府武英殿本、海山仙館本、1889年（光緒15年）活字本があり、日本では、大槻如電の索引が付された吉川弘文館活字本（1908年（明治41年））がある。

## 略本『詩韻含英』について
また日本では、清の劉文蔚が編んだこの本のダイジェスト版『詩韻含英異同弁』（しいんがんえいいどうべん、略して詩韻含英という）もよく使われた。これは「佩文韻府は巻帙浩繁にして、寒士既に力は尽くすも見難く、舟車の携帯に不便なり、茲に刻す」（『佩文韻府』は余りにも膨大すぎて貧乏な知識人は力を尽くしても入手できず、かつ、持ち運びに不便で旅先で参照することも出来ないので、ここにダイジェスト版を作成した）と序文で述べている通り、大冊『佩文韻府』が購入できない人や、出先で使いたい人向けに出典を省いて作詩によく使う語句のみを抜粋して並べたものである。漢詩をよく作った夏目漱石もこの本を持っていた。
大正時代の漢和辞典『大字典』の編集時も熟語を全て佩文韻府から引用しようとしたが、紙幅がなかったために『詩韻含英』から熟語を抽出したとしており、戦前までは『詩韻含英』はよく読まれていたようである。